# Luigi Samele
Luigi Samele (Foggia, 25 de julio de 1987) es un deportista italiano que compite en esgrima, especialista en la modalidad de sable.
Participó en tres Juegos Olímpicos de Verano, obteniendo en total cuatro medallas, bronce en Londres 2012, en la prueba por equipos (junto con Aldo Montano, Diego Occhiuzzi y Luigi Tarantino), dos de plata en Tokio 2020, en las pruebas individual y por equipos (junto con Enrico Berrè, Luca Curatoli y Aldo Montano), y bronce en París 2024, en la prueba individual.
Ganó cinco medallas en el Campeonato Mundial de Esgrima entre los años 2010 y 2022, y ocho medallas en el Campeonato Europeo de Esgrima entre los años 2010 y 2024.
En los Juegos Europeos de Cracovia 2023 consiguió una medalla de plata en la prueba por equipos.

## Palmarés internacional
| Juegos Olímpicos   | Juegos Olímpicos      | Juegos Olímpicos  | Juegos Olímpicos  |
| Año                | Lugar                 | Medalla           | Prueba            |
| ------------------ | --------------------- | ----------------- | ----------------- |
| 2012               | Londres (Reino Unido) | Medalla de bronce | Sable por equipos |
| 2020               | Tokio (Japón)         | Medalla de plata  | Sable individual  |
| 2020               | Tokio (Japón)         | Medalla de plata  | Sable por equipos |
| 2024               | París (Francia)       | Medalla de bronce | Sable individual  |
| Campeonato Mundial |                       |                   |                   |
| Año                | Lugar                 | Medalla           | Prueba            |
| 2010               | París (Francia)       | Medalla de plata  | Sable por equipos |
| 2017               | Leipzig (Alemania)    | Medalla de bronce | Sable por equipos |
| 2018               | Wuxi (China)          | Medalla de plata  | Sable por equipos |
| 2019               | Budapest (Hungría)    | Medalla de bronce | Sable por equipos |
| 2022               | El Cairo (Egipto)     | Medalla de bronce | Sable por equipos |
| Juegos Europeos    |                       |                   |                   |
| Año                | Lugar                 | Medalla           | Prueba            |
| 2023               | Cracovia (Polonia)    | Medalla de plata  | Sable por equipos |
| Campeonato Europeo |                       |                   |                   |
| Año                | Lugar                 | Medalla           | Prueba            |
| 2010               | Leipzig (Alemania)    | Medalla de oro    | Sable por equipos |
| 2013               | Zagreb (Croacia)      | Medalla de oro    | Sable por equipos |
| 2014               | Estrasburgo (Francia) | Medalla de oro    | Sable por equipos |
| 2016               | Toruń (Polonia)       | Medalla de plata  | Sable por equipos |
| 2017               | Tiflis (Georgia)      | Medalla de plata  | Sable por equipos |
| 2018               | Novi Sad (Serbia)     | Medalla de plata  | Sable por equipos |
| 2019               | Düsseldorf (Alemania) | Medalla de bronce | Sable por equipos |
| 2024               | Basilea (Suiza)       | Medalla de bronce | Sable individual  |